# Futur drugi
Futur drugi ili futur egzaktni glagolski je oblik koji izriče radnju, stanje ili zbivanje za koje se pretpostavlja da će se dogoditi prije ili za vrijeme neke druge buduće radnje. Ponekad se naziva predbuduće glagolsko vrijeme.

## Hrvatski jezik
Futur drugi (egzaktni) ili predbuduće vrijeme glagola u hrvatskom jeziku tvori se od svršenog prezenta pomoćnog glagola biti i glagolskog pridjeva radnog.
- Futur drugi koristi se u izražavanju radnje koja će se dogoditi u budućnosti prije neke druge buduće radnje. Futur drugi stoga se rabi samo u složenim rečenicama, u oblikovanju zavisne rečenice gdje je glavna rečenica u futuru prvom:[nedostaje izvor]

Ne budemo li se spremili na vrijeme, vlak će nam pobjeći.
- Česta je zamjena futura drugog prezentom:

Ne spremimo li se na vrijeme, vlak će nam pobjeći.

### Glagoli biti i htjeti
| lice | jednina      | množina        |
| ---- | ------------ | -------------- |
| 1.   | ja budem bio | mi budemo bili |
| 2.   | ti budeš bio | vi budete bili |
| 3.   | on bude bio  | oni budu bili  |

| lice | jednina       | množina          |
| ---- | ------------- | ---------------- |
| 1.   | ja budem htio | mi budemo htjeli |
| 2.   | ti budeš htio | vi budete htjeli |
| 3.   | on bude htio  | oni budu htjeli  |

### Kajkavsko narječje
U kajkavskom narječju za radnje koje bi se izricale futurom prvim u standardnom jeziku upotrebljavaju se oblici futura drugog (Dej mi razum da bum znal svedočtva tvoja.)  ili perfektivni prezentski oblici glagola uz infinitiv (Ako budu marlivo stati, hoče im se serce genuti.).

## Vanjske poveznice
- Futur drugi u njemačkome jeziku